# Græsprotein
Græsprotein er protein udvundet af plantemateriale med henblik på anvendelse i dyrefoder og fødevarer til mennesker. Mht bæredygtighed og grøn omstilling vil græsprotein i dyrefoder kunne erstatte protein fra soyabønner, mens det i fødevarer til mennesker vil kunne erstatte animalsk protein. Fremstilling og udnyttelse af græsprotein har gennem 2010-erne været genstand for en del forskning i Danmark.

## Baggrund
Ud fra hensyn til bæredygtighed og grøn omstilling er husdyrhold og kødproduktion problematisk, idet produktionen udleder store mængder drivhusgasser. I Danmark indeholder dyrefoder brugt til kødproduktion desuden traditionelt en væsentlig andel importeret soyaprotein, bl.a. fordi danske proteinkilder, fx ærter, lupiner og hestebønner, ikke indeholder tilstrækkelige mængder af den vigtige aminosyre methionin. Dette gælder også for økologisk kødproduktion, hvor det i mange år har været svært at skaffe økologisk proteinfoder til fjerkræ og grise med den rette aminosyresammensætning.

## Udvikling
I Europa foregår flere steder udvinding af græsprotein. Det franske firma Désialis har i mere end 40 år produceret proteinekstrakt og grøntpiller fra lucerne, og i 2016 blev den årlige produktion af økologisk lucerne proteinekstrakt i Frankrig anslået til 2000 ton. Det tyske opstartsfirma Biofabrik omdanner i et biogasanlæg græsensilage til et stabilt koncentrat, hvorfra aminosyrer på et andet anlæg kan udvindes, beregnet som tilskud til fødevarer. Endelig udvinder den tysk-schweiziske virksomhed Biowert, med baggrund i erfaringer fra papirindustrien, såvel plantefibre som biogas fra græsensilage. De bearbejdede fibre anvendes i isoleringsprodukter og til forstærkning af plastprodukter.

### Danmark
I Danmark er kløvergræs, dvs græs iblandet en vis andel kløver, meget udbredt som husdyrfoder, og forskningsprojektet OrganoFinery, som ICROFS gennemførte i årene 2014-17, konkluderede, at der kan udvindes et proteinrigt koncentrat fra kløvergræs, samt at resterne i form af presset græs og restvæske kan bruges til kvægfoder og til biogasproduktion.
Siden da har en række forskningsprojekter undersøgt såvel selve udvindingen af græsprotein som dens brugbarhed som fx hønse- eller svinefoder. Det er tilsyneladende lykkedes at lave et proteinkoncentrat af kløvergræs, der kan erstatte sojaprotein, idet det har en tilsvarende aminosyresammensætning. Samtidig er kløvergræs velegnet i det økologiske sædskifte, idet det kan sanere både ukrudt og sygdomme, levere kvælstof til de andre afgrøder og samtidig samle kulstof i jorden til gavn for klimaet.
I projekt Græsprof, som i slutningen af 2019 fik 11 mio kr i støtte fra Miljø- og Fødevareministeriets grønne udviklings- og demonstrations-program (GUDP), testes 300 forskellige græs- og kløversorter, og på baggrund heraf vælges 50 sorter ud. For disse skal det dernæst testes, hvor godt de fordøjes i dyrenes maver, og det plantemateriale der bliver tilbage efter presningen skal testes mht værdi til biogasproduktion.